# Stefania woodleyi
A Stefania woodleyi a kétéltűek (Amphibia) osztályába, a békák (Anura) rendjébe és a Hemiphractidae családba tartozó faj.

## Előfordulása
A faj Guyanában és valószínűleg Brazíliában él. Természetes élőhelye a szubtrópusi vagy trópusi nedves síkvidéki erdők.